# Orden de Guadalupe
La Orden Imperial de Guadalupe o Nacional y Distinguida Orden de Guadalupe fue una condecoración mexicana establecida durante el Primer Imperio Mexicano, estuvo activa en tres períodos, 1822-1823, 1853-1855 y 1863-1867. En las dos primeras etapas fue la condecoración más alta del estado. Fue establecido en honor de la Virgen de Guadalupe Patrona y protectora del Imperio, en el Segundo Imperio fue desplazada al segundo puesto por la Orden Imperial del Águila Mexicana.
La insignia llevaba en todas sus versiones un medallón ovalado con la imagen de la Virgen de Guadalupe colocado en el centro y el lema de "Religión, Independencia y Unión"

## Primer Imperio Mexicano (1822-1823)

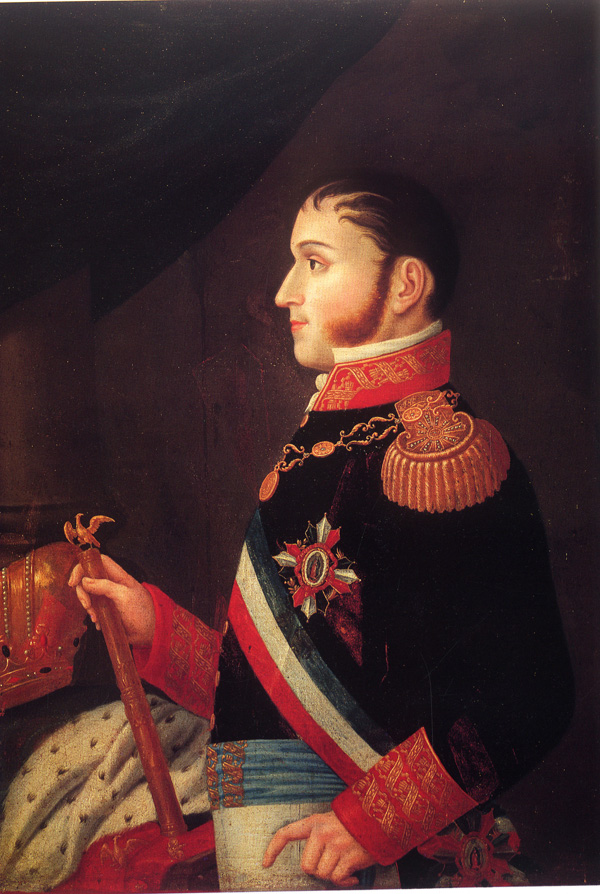
El emperador Agustín I de México con las insignias de la Orden de Guadalupe.

Días después de la entrada del Ejército Trigarante, Agustín de Iturbide propuso la "creación de una o dos órdenes militares pues era menester que hubiese, conforme a la práctica de todas las monarquías, distinciones y honores con que retribuir el mérito de cada persona según sus circunstancias."
La solicitud de la creación de la orden fue turnada a la Soberana Junta Provisional de Gobierno, la cual aprobó sus estatutos el 20 de febrero de 1822, justamente cuatro días antes de la entronización del Congreso Constituyente, que a su vez lo confirmó el 13 de junio, cuando Agustín de Iturbide ya había sido elegido emperador.
La membresía no se lograba a solicitud del interesado, sino por selección de la Asamblea de la Orden que calificaba los requisitos. Las condiciones para los candidatos eran:
1. Ser mayor de 25 años.
2. Ser ciudadano del Imperio Mexicano.
3. Estar en ejercicio de los derechos como tal.
4. Ser Cristiano Católico Apostólico Romano.
5. Gozar de buen prestigio público.
6. Haber prestado servicios distinguidos al Estado.

Si bien los tres primeros requisitos no resultaban imprescindibles, los tres últimos si lo eran. Las mujeres quedaban fuera de la orden y, a diferencia de las órdenes españolas de caballería, no eran imprescindibles las pruebas de nobleza. Asimismo para incorporarse a la orden, no era necesario forjar brillantes genealogías, sino valerse de méritos propios. El prestigio de un linaje como garantía de distinción de un individuo había sido sustituido por de los méritos propios.
Cada uno de los grados conllevaba el disfrute de ciertos atributos. Los grandes cruces, recibían tratamiento de excelencia. Por su parte los caballeros de número eran reputados como títulos del imperio, mientras los caballeros supernumerarios, eran tenidos por nobles y podían ser nombrados por el gran maestre. El número de miembros admitidos era el siguiente: 
- Grandes Cruces (50)
- Caballeros de Número (100)
- Caballeros Supernumerarios (ilimitado)

La cruz de la Imperial Orden de Guadalupe era:
[...] de oro, dividido cada uno de sus cuatro brazos en tres partes esmaltadas de verde, blanco y rojo, respectivamente; en el centro una elipse con la imagen de Guadalupe en campo blanco, rodeada por la inscripción: Religión, Independencia, Unión, en un filete esmaltado de verde; submontaba el brazo superior una corona imperial, sostenida por las garras de un águila; y del inferior, salía por la diestra un ramo de olivo y por la siniestra una palma. En el reverso de la elipse se leía "Al patriotismo heroico".
El distintivo usado por todos los rangos era prácticamente el mismo y se sostenía por una banda que ostentaba los colores trigarantes; las variantes entre uno y otro eran solo el tamaño de la cruz y la banda. Así, las grandes cruces lo llevaban prendido en una banda ancha terciada y, sobre el pecho, una placa de la misma forma y hechura que la cruz, pero un poco más grande y sin corona ni águila. Los caballeros de número, por su parte, lo llevaban al cuello, con una cinta angosta. Los supernumerarios, utilizaban una cruz pendiente a una cinta más angosta. El emperador, como gran maestre, había de lucir siempre las insignias junto al collar, tal y como puede verse en las pinturas oficiales que se le hicieron. 

Durante las ceremonias la vestimenta de los caballeros era la siguiente:
El de los Grandes Cruces era de raso carmesí, con una muceta verde de la misma tela, moteada de plata, dos fajas blancas que caían del cuello a los pies, moteadas de los colores de la muceta y dos cordones largos de seda, de los tres colores. Con este manto se usaba un collar de eslabones de oro, con un medallón de la Virgen pendiente de él. Los Caballeros de Número usaban el manto de algodón y sin muceta. El sombrero era blanco, con una ala levantada y adornado con plumas de los colores trigarantes.
Después de la abdicación del emperador el 19 de marzo de 1823, la disolución del imperio y la creación de la república, se suspendió la concesión de la orden. El uso de la Banda Presidencial es la continuación de la Orden de Guadalupe y reservada solo al Presidente de México en turno.

## Periodo republicano 1853-1855

Antonio López de Santa Anna con la banda de la orden de Guadalupe

La orden de Guadalupe fue restituida por el general Antonio López de Santa Anna, bajo el decreto del 11 de noviembre de 1853 que iniciaba de la siguiente manera: “Antonio López de Santa Anna, benemérito de la patria, general de división, Caballero de la Gran Cruz de la Real y Distinguida Orden de Carlos III y presidente de la República Mexicana, a los habitantes de ella, sabed: Que deseando perpetuar el glorioso recuerdo de la Independencia de la Nación Mexicana y al mismo tiempo de premiar dignamente la virtud, la lealtad, el valor, el patriotismo y las acciones meritorias en todas las clases y jerarquías de la misma nación, he venido en decretar lo siguiente: Se restablece la Distinguida Orden Mexicana de Guadalupe” .
Se establecieron los grados muy parecidos a los de la primera época del emperador Agustín de Iturbide. Recibió una nueva apariencia y estatutos inspirados en los estatutos españoles de la Orden de Carlos III, y los nombres de las dos clases bajas cambiaron:
- Gran Cruz (24), y Extra-numerarios (Ilimitado a extranjeros)

- Comendador (100)

- Caballero (Ilimitado)

Artículo IV: Que el Excmo. Señor Libertador, Don Agustín de Iturbide, se le consideraría como Caballero Gran Cruz como “vivo”, para perpetuar su buena memoria, lo mismo que a Guadalupe Victoria, Vicente Guerrero y Juan O´ Donojú.
En los estatutos se establecía el Artículo X. que una de las insignias de la orden sería un collar compuesto de eslabones con coronas de laurel y palma que dentro de las cuales se encontraban dos letras “I” y “S” iniciales del fundador de la Orden Iturbide y de quien restaurara la misma Santa Anna. Los juramentos y finalidades eran muy similares a las de Agustín de Iturbide. 

Las insignias de la Orden eran las siguientes:
Las insignias de las Grandes Cruces serán una banda o cinta ancha de seda de los colores azul y violado, distribuidos en una faja ancha del primero en el centro, y dos estrechas del segundo a las orillas, uniendo los extremos de ella en un lazo tricolor de cinta angosta de la misma clase, del que prenderá la Cruz de la Orden, colocándose la banda terciada del hombro derecho al costado izquierdo. La cruz será de oro, formada de cuatro brazos, esmaltado de los tres colores del pabellón, en el centro tendrá una elipse esmaltada de verde, y en el fondo de este la imagen de Nuestra Señora la Virgen María de Guadalupe sobre campo blanco; encima del brazo superior de la Cruz habrá un águila igual a la de las armas nacionales, y del brazo inferior saldrá por un lado una palma y por otro un ramo de oliva, alrededor de la elipse el lema: "Religión Independencia Unión"; y al reverso tendrá en letras esmaltadas: "Al patriotismo heroico". Llevarán así mismo los Grandes Cruces sobre el costado izquierdo una placa de oro, de la misma forma que la Cruz e igual esmalte de ella, y con la misma leyenda, todo conforme a los modelos de los estatutos. Los comendadores llevarán la misma Cruz pendiente del cuello, y el de los Caballeros la chica en el ojal de la casaca o sobre el pecho, al costado izquierdo.
En los capítulos generales y grandes solemnidades usarán manto y sobre este un collar con la cruz pendiente. 
El manto capitular de la Orden será de raso azul, forrado de tafetán blanco y con un vivo violado de media pulgada escasa de ancho: tendrá por todo su borde u orilla un bordado de oro que represente la forma y las figuras del collar, y se sujetará al cuello con dos cordones gruesos de seda que rematarán en borlas, igualmente de color azul. El manto de las Grandes Cruces tendrá el bordado de tres pulgadas de ancho, y  además la placa de la orden del lado izquierdo. En el manto de los Comendadores y Caballeros el bordado será de pulgada y media de ancho.
El 29 de noviembre, el presidente ordenó se publicara el ceremonial que debería llevarse en la solemne restauración de la orden, teniendo para ello como fecha el día 19 de diciembre de 1853, teniendo como sede la Colegiata de Nuestra Señora de Guadalupe.
Al derrocamiento de régimen de Santa Anna, en la revolución de Ayutla bajo el liderazgo de Juan Álvarez, la orden fue abolida el 12 de octubre de 1855.

## Tercer Periodo, Segundo Imperio Mexicano (1863-1867)

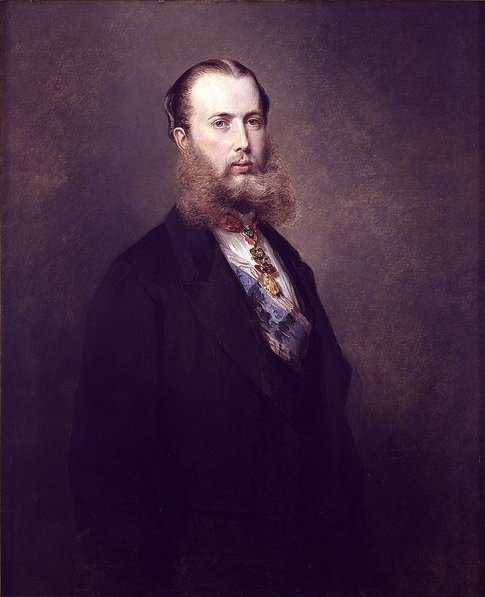
El emperador Maximiliano I de México con la banda de la orden.

Ferdinand Maximilian Joseph von Habsburg-Lothringen, archiduque y príncipe imperial de Austria y príncipe real de Hungría y Bohemia, fue proclamado emperador de México el 10 de abril de 1864 en el castillo de Miramar, la regencia del imperio restableció la orden por decreto del 30 de junio de 1863, ese año se otorgó a solo dos dignatarios extranjeros: el embajador francés en México y el comandante del cuerpo expedicionario francés. 
El emperador Maximiliano, modificó los estatutos de la orden de Guadalupe, con el objeto de recompensar el mérito, las virtudes cívicas, y el mérito distinguido. Cada 12 de diciembre, fiesta de Nuestra Señora de Guadalupe, se hacían los nombramientos de los Caballeros y en la fecha del cumpleaños del emperador, que era el 6 de julio.
Se mantuvo la aparición de insignias de la época republicana con pequeñas modificaciones, pero se establecieron nuevos estatutos y división en cinco clases:
- Gran cruz, limitado a 30 mexicanos: cadena con águilas alternadas con coronas de laurel en las cuales y dentro de ellas, llevaban las letras “A.I.”, iniciales del emperador Agustín de Iturbide, fundador de la Orden, banda con la insignia y placa en el pecho izquierdo.
- Gran oficial, limitado a 100 mexicanos: la insignia colgaba de una cinta alrededor del cuello con la placa en el pecho.
- Comendador, limitado a 200 mexicanos: la insignia en la cinta alrededor del cuello.
- Oficiales, limitado a 500 mexicanos: la insignia se llevaba en el pecho izquierdo en la cinta con roseta.
- Caballero, ilimitado: una cinta sin roseta, colgado en el cofre izquierdo.

Para los extranjeros en todos los grados las concesiones eran ilimitadas.
El derrocamiento y ejecución del emperador el 19 de junio de 1867 fue el fin de la Orden de Guadalupe y se extinguió cuando desapareció el Segundo Imperio Mexicano.

## Insignias de la Orden de Guadalupe
| Insignias del 1º Periodo             |                      |                      |                            |                                  |
| Collar Grandes cruces (solemnidades) | Banda Grandes Cruces | Placa Grandes Cruces | Cinta Caballeros de Número | Cinta Caballeros Supernumerarios |

| Insignias del 2º y 3º Periodo        |                                        |                                                                  |                                                              |                              |                                   |
| Collar Grandes Cruces (solemnidades) | Banda Grandes Cruces (2º y 3º Periodo) | Placa Grandes Cruces (2º y 3º Periodo) Gran Oficial (3º Periodo) | Cinta Gran Oficial (3º Periodo) Comendador (2º y 3º Periodo) | Cinta Oficiales (3º Periodo) | Cinta Caballeros (2º y 3ºPeriodo) |

## Miembros notables
Grandes maestres
- Agustín I, emperador de México
- Antonio López de Santa Anna
- Maximiliano I, emperador de México

Grandes Cruces
- José Joaquín de Iturbide y Arregui, I príncipe de la Unión
- Agustín Jerónimo de Iturbide y Huarte, príncipe imperial de México
- Ángel de Iturbide y Huarte, príncipe mexicano
- Salvador de Iturbide y Huarte, príncipe mexicano
- Juan Cruz Ruiz de Cabañas, obispo de Guadalajara
- Manuel Isidoro Pérez Sánchez, obispo de Oaxaca
- Nicolás García Jerez, arzobispo de Nicaragua
- Juan O'Donoju (post mortem), último jefe superior político de la Nueva España
- José Manuel de Herrera, ministro de relaciones exteriores
- Manuel de la Sota Riva, capitán general y jefe superior político de la provincia de México
- José Domínguez Mazo, ministro de justicia
- Antonio de Medina Calderón, ministro de hacienda
- Pedro Celestino Negrete y Falla, general de división, miembro del supremo poder ejecutivo
- Luis Quintanar y Soto Ruíz, general de división
- Domingo Estanislao Luaces, intendente corregidor de Puebla
- José Isidro Huarte y Arrivillaga, alcalde de Valladolid (padre de la emperatriz Ana María)
- Vicente Ramón Guerrero Saldaña, general de división
- Anastasio Ruíz Bustamante y Oseguera, general de división
- Alejo Chimalpopoca
- José Mariano Almanza, Consejero de Estado
- Manuel Velázquez de León y Pérez, miembro de la Junta Provisional Gubernativa
- Manuel de la Bárcena y Arce, canónigo lectoral en la catedral de Valladolid, miembro de la Regencia del Imperio Mexicano
- Pedro del Paso y Troncoso, general de división
- Domingo Hermenegildo Malo, alférez del regimiento de Infantería

Segundo Imperio
- José María Gutiérrez de Estrada, fundador del Imperio, miembro de la Junta de notables
- Juan Nepomuceno Almonte, gran mariscal de la corte
- Tomás Mejía, general de división
- Leonardo Márquez, general de división
- José Mariano Salas, general de división
- Pelagio Antonio de Labastida, arzobispo de México.
- Carlos María Colina, obispo de Puebla
- Ignacio Aguilar, ministro de México en España.
- José Fernando Ramírez, ministro de estado.
- José Salazar Ilarregui, comisario imperial de Yucatán.
- José López Uraga, consejero de estado.

Extranjeros
- Napoleón III, emperador de los Franceses
- Isabel II, reina de España
- Victoria I, reina del Reino Unido de la Gran Bretaña e Irlanda

## Galería

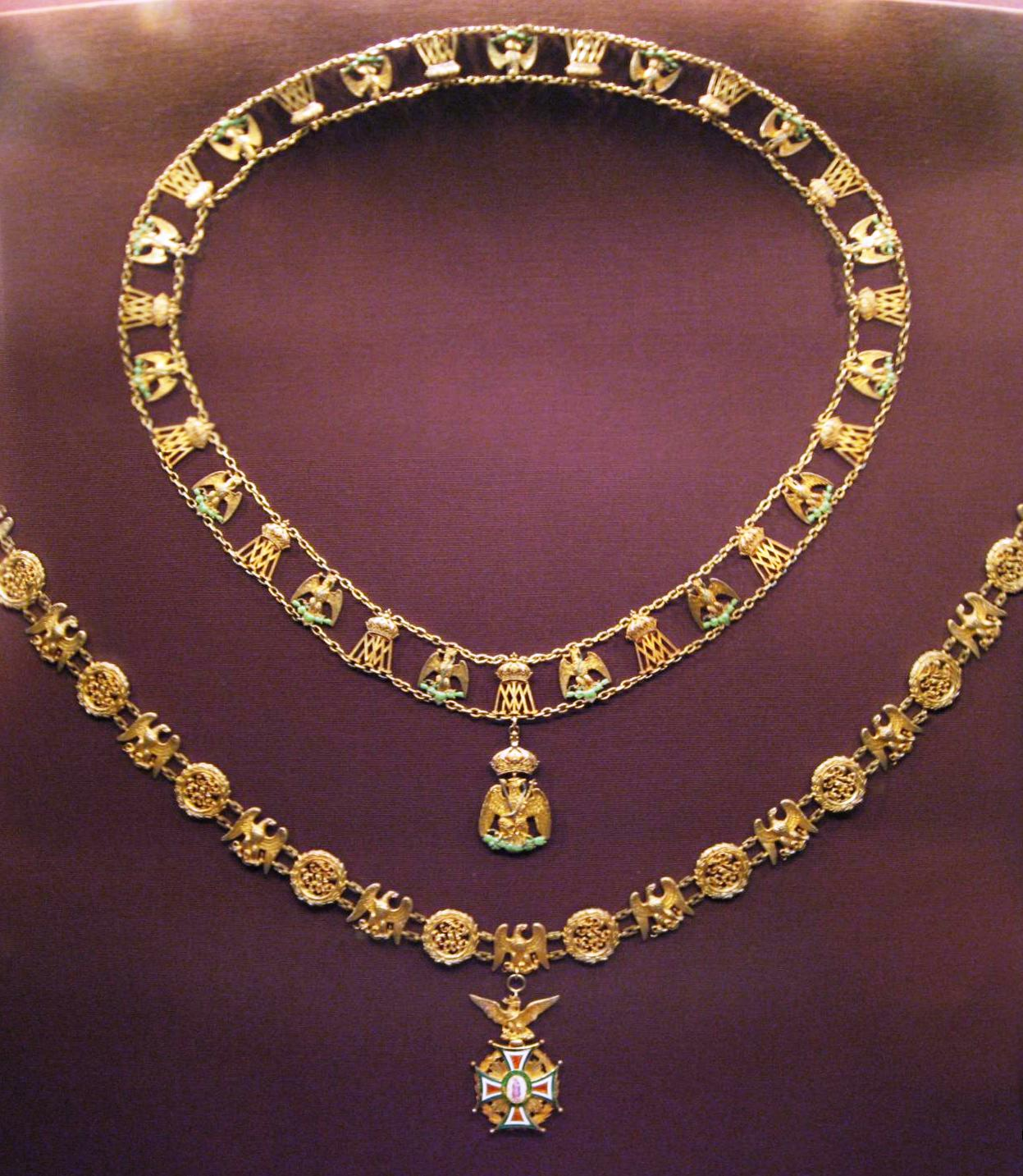
Collares de la Orden de Guadalupe y del Águila Mexicana.
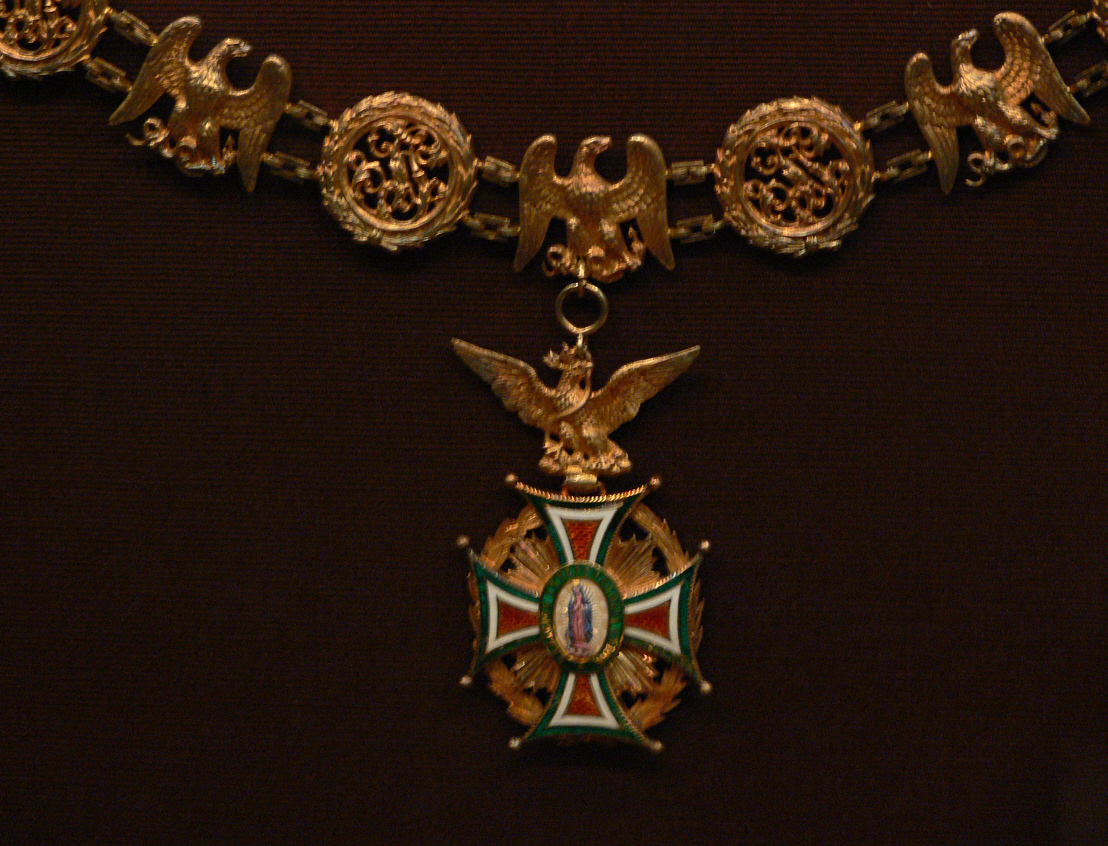
Collar de la Orden durante su 3º Periodo.
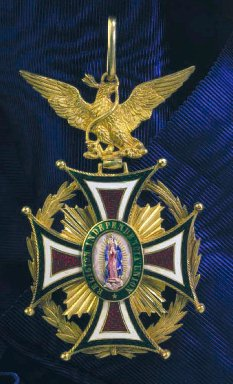
Insignia de cinta de la Orden de Guadalupe.